# Margaret W. Rossiter
Margaret W. Rossiter (8 de julho de 1944 – 3 de agosto de 2025) foi uma historiadora da ciência,e professora de História da Ciência na Universidade de Cornell.  Rossiter cunhou o termo Efeito Matilda para a repressão e negação sistemática das contribuições de  mulheres cientistas em pesquisas, cujo trabalho comumente é atribuído aos seus colegas homens.

## Primeiros anos e educação
Margaret Rossiter e seu irmão gêmeo Charles nasceram em uma família militar no fim da Segunda Guerra Mundial. A família eventualmente se estabeleceu em Massachusetts, perto de Boston, primeiro em Malden e depois em Melrose. Rossiter descobriu o campo história da ciência quando era uma estudante de ensino médio, quando ela diz que estava mais interessada nas histórias dos cientistas do que dos experimentos em si porque "no laboratório nós dificilmente conseguíamos fazer os experimentos de fato darem 'certo'." Eventualmente Rossiter recebeu o National Merit Scholar e em 1962 foi para a Radcliffe estudar Matemática. No entanto, ela trocou a graduação para Química, e depois, para História da Ciência, finalmente graduando-se em 1966. Enquanto estudava na Radcliffe, ela desenvolveu um interesse na história da ciência dos Estados Unidos, um campo de estudo que estava apenas começando a ser explorado.
Depois de graduar-se em Radcliffe, Rossiter passou o verão trabalhando na Smithsonian antes de fazer um mestrado na Universidade do Wisconsin-Madison. Depois de seu mestrado, ela fez um doutorado no departamento de história da ciência da Yale, completado em 1971, abordando os tópicos de ciências agrárias e cientistas estadunidenses na Alemanha. Após a formatura, ela recebeu uma bolsa de estudos em Harvard.

## Carreira e contribuições acadêmicas
Durante a sua estadia em Harvard, Rossiter começou a focar-se na história das mulheres na ciência estadunidense. Ela descobriu centenas dessas mulheres quando, em preparação para um estudo de pós-doutorado sobre ciência estadunidense no século XX, deparou-se com o livro American Men of Science (agora chamado American Men and Women of Science). Estavam escondidas dentro desse livro biografias de 500 mulheres cientistas.  Essa descoberta inspirou a sua palestra Women scientists in America before 1920 a qual ela publicou  na revista American Scientist depois dela  ser rejeitada pela Science e Scientific American. O sucesso de sua publicação a levou a continuar suas pesquisas na área, apesar da recepção pouco calorosa tanto da comunidade científica quanto da histórica. Ela assumiu o cargo de professor visitante na UC Berkeley onde ela preparou a sua dissertação para publicação, e então lhe chamou atenção um novo livro sobre mulheres cientistas. Apesar de ter ouvido de algumas mulheres cientistas que "não havia nada para estudar", Rossiter encontrou uma riqueza de informações. Essa abundância de fontes permitiu que seus planos para um livro se tornassem um projeto de três volumes. Em 1981 ela recebeu uma bolsa Guggenheim que a permitiu continuar o seu trabalho. Ela publicou o seu primeiro volume, Women Scientists in America, Struggles and Strategies to 1940, com a Johns Hopkins University Press em 1982. O livro foi bem recebido, incluindo resenhas positivas no The New York Times, Nature, e Science.
Após a publicação do primeiro volume, Rossiter foi convidada para dirigir o programa de História e Filosofia da Ciência da Fundação Nacional da Ciência durante o período de afastamento do diretor na época, pelo período de 1982 a 1983. Entre 1983 e 1984 trabalhou como professora visitante em Harvard, onde continuou a escrever o segundo volume. Em seguida trabalhou na Cornell.
Terminou as pesquisas para o seu segundo volume, Women Scientists in America: Before Affirmative Action, 1940-1972. Foi publicado pela Johns Hopkins em 1995. Esse volume examina as barreiras para a participação integral das mulheres cientistas no período entre a Segunda Guerra Mundial e 1972. Uma das barreias eram as leis anti-nepotistas de muitas faculdades e universidades. Ela proibia pessoas casadas de terem cargos titulares. Rossiter cita muitos exemplos, mas um caso em particular que chama a atenção é o da matemática Josephine Mitchell. Mitchell era professora titular na Universidade de Illinois nos anos 50, quando ela se casou um membro não-titular do departamento de matemática. Como resultado, ela foi demitida, enquanto seu novo marido permaneceu no cargo.  O segundo volume também foi bem recebido ganhando o History of Women in Science Prize e o Pfizer Prize. O History of Women in Science Prize foi subsequentemente nomeado em homenagem a Rossiter.
Em 1994 ela tornou-se editora do Isis, o jornal oficial da History of Science Society, e continuou até 2003. Ela também continuou a lecionar sobre agricultura, mulheres e ciência na Cornell.
Rossiter completou a sua trilogia com a publicação, em 2012 de Women Scientists in American Volume 3: Forging a New World Since 1972. Esse último volume descreve dezenas de mulheres que se tornaram ativistas para o avanço das mulheres na ciência após a passagem do Equal Employment Opportunity Act, em 1972, levando a história atual das mulheres na ciência estadunidense. O trabalho de Rossiter tem sido especialmente significante como base para outros pesquisadores. Não somente no mundo anglófono. Carmen Magallón afirma que foi o trabalho de Margaret Rossiter que a inspirou a pesquisar a experiência de mulheres pioneiras da Espanha nas ciências.
No início dos anos 80, Margaret Rossiter ofereceu dois conceitos para entender as estatísticas massivas de mulheres na ciência e as desvantagens que as mulheres continuam tendo. A primeira ela chamou de segregação hierárquica, um fenômeno bem conhecido de que quanto mais se sobe na escala de poder e prestígio menos mulheres se vê. Essa noção talvez seja mais útil que a do teto de vidro, a barreira supostamente invisível que impede as mulheres de chegar ao topo. O segundo conceito oferecido foi o de "segregação territorial", como as mulheres se agrupam em disciplinas científicas. O exemplo mais elucidativo de territorialidade ocupacional costumava ser o de que mulheres ficavam em casa e os homens saiam para trabalhar.

## Prêmios
- 1961 National Merit Scholarship Program
- 1981 Guggenheim Fellowship
- 1989 MacArthur Fellows Program
- 1997 Margaret W. Rossiter History of Women in Science Prize[9]

## Publicações
- The Matthew Matilda Effect in Science. in: Social Studies of Science. Sage Publ., London 23.1993, S. 325-341. ISSN 0306-3127
- "Writing Women into Science", in Monroe, Jonathan (2002). Writing and revising the disciplines. Ithaca: Cornell University Press. ISBN 978-0-8014-8751-4
- "Philanthropy, Structure and Personality", in Elliott, Clark A.; Rossiter, Margaret W., eds. (1992). Science at Harvard University : historical perspectives. Bethlehem: Lehigh University Press. ISBN 9780934223126
- Rossiter, Margaret W. (1975). The emergence of agricultural science : Justus Liebig and the Americans, 1840-1880. New Haven: Yale University Press. ISBN 978-0-300-01721-2
- Rossiter, Margaret (2012). Women Scientists in America: Forging a New World since 1972. 3. Baltimore: Johns Hopkins University Press. ISBN 9781421403632
- Rossiter, Margaret W. (1982). Women Scientists in America: Before Affirmative Action, 1940-1972. 2. Baltimore: Johns Hopkins University Press. ISBN 978-0801857119
- Rossiter, Margaret W. (1984). Women scientists in America : struggles and strategies to 1940. 1. Baltimore, Md.: Johns Hopkins University Press. ISBN 978-0801825095
- Kohlstedt, Sally Gregory; Rossiter, Margaret W., eds. (1985). Historical writing on American science. Philadelphia, Pa.: Dept. of History and Sociology of Science, University of Pennsylvania. ISBN 9780934235037